# دبیرستان (فیلم ۱۹۶۸)
دبیرستان (به انگلیسی: High School) فیلم مستند ۷۵ دقیقه‌ای به کارگردانی فردریک وایزمن است.